# Trung tâm giới thiệu việc làm

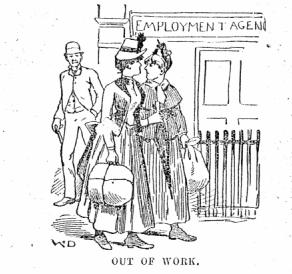
Nhà báo người Mỹ Nellie Bly đang khảo sát các công ty nhân sự

Trung tâm giới thiệu việc làm hay trung tâm môi giới việc làm là một đơn vị làm trung gian giữa nhà tuyển dụng và người tìm việc làm. Ở các nước phát triển, có rất nhiều doanh nghiệp tư nhân hoạt động như một công ty nhân sự và trung tâm môi giới việc làm gây quỹ cộng đồng.
Công ty luật Siglaw

## Công ty nhân sự công cộng
Một trong những dẫn chứng lâu đời nhất về công ty nhân sự công cộng là vào năm 1650, khi nhà văn người Anh Henry Robinson đề xuất một "Văn phòng Địa chỉ và Gặp gỡ" (Office of Addresses and Encounters) nhằm liên kết người sử dụng lao động với người làm thuê. Quốc hội Anh đã bác bỏ đề xuất này, nhưng ông ta đã tự mình mở ra doanh nghiệp dạng như thế, vốn có tuổi thọ ngắn ngủn.